# Ana Brenda Contreras
Ana Brenda Contreras Pérez, aussi connue sous le nom de Ana Breco, née le 24 décembre 1986 à McAllen, au Texas, est une chanteuse, actrice et productrice mexicaine.
Star de telenovela depuis 2005. Elle se fait connaître auprès d'une audience internationale par la série télévisée dramatique Dynastie, il s'agit d'un reboot du célèbre feuilleton télévisé du même nom.

## Biographie

### Jeunesse et formation
Ana Brenda Contreras grandit entre Texas et Tamaulipas, fille de Blanca Pérez et de l'ingénieur Efraín Contreras Puente. Ana est d'origine mexicaine, de la part de la famille de ses parents. C'est pourquoi elle parle deux langues, l'anglais et l'espagnol.
Puis elle emménage dans la Ville de Mexico à l'âge de 15 ans pour participer à l'émission de téléréalité, PopStars, où elle atteint la finale en tant que membre du groupe, T'detila.
En 2003, elle intègre l'école d'arts dramatiques  Centre d'éducation artistique de Televisa de Mexique.

### Débuts et star detelenovela(2005-2017)
Elle commence sa carrière en 2005 avec la série télévisée mexicaine Barrera de amor, dans lequel il incarne Juanita.
En 2006, elle participe à la production de Grease. Parallèlement, elle est prise pour le rôle de Claudia dans la série télévisée Duelo de pasiones.
En 2008, elle est l'un des premiers rôles de la comédie dramatique Divina confusión sous la direction de Salvador Garcini. Elle tient aussi la vedette en tant que protagoniste Violeta Madrigal dans la telenovela Juro que te amo qui est produite par MaPat.
En 2009, la productrice Carla Estrada lui offre le rôle d'antagoniste dans la telenovela mexicaine Sortilegio. Dans ce feuilleton, elle est Maura Albarran, une femme amoureuse d'Alejandro Lombardo, le personnage incarné par William Levy. Parallèlement, Ana se voit offrir un rôle de guest star dans la série mexicaine Mujeres asesinas et elle participe aussi à un épisode de la série télévisée Tiempo final.
En 2010, elle est l'un des personnages principauxde la série télévisée Teresa, reboot du célèbre soap éponyme des années 1980. Et la même année, elle joue Carol dans la comédie musicale Timbiriche: El musical.
Entre 2011 et 2012, elle renoue avec le mélodrame dans la telenovela La que no podía amar où elle tient le rôle d'Ana Paula, l'héroïne aux côtés de Julián Gil.
En 2013, elle est l'un des personnages principaux de la série télévisée Corazón indomable,. C'est un reboot de Marimar produite par Valentín Pimstein en 1994.

En 2014, elle joue dans la comédie dramatique et musicale Volando Bajo aux côtés de Sandra Echeverría et Ludwika Paleta. L'année suivante, elle joue l'un des premiers rôles du soap opera Lo imperdonable. 

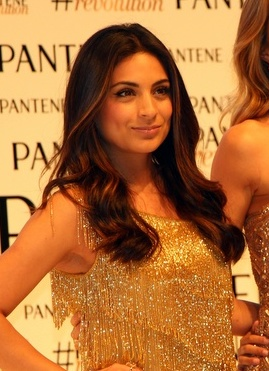
En 2015, lors d'un événement organisé par la marque Pantene dont elle est l'une des égéries au Brésil.

En 2016, elle joue dans Blue Demon, une fiction inspirée du catcheur mexicain de lucha libre et acteur de cinéma, Blue Demon. Entre-temps, elle porte la comédie romantique El que busca, encuentra.

### Passage à Hollywood (2018-2019)
En 2018, elle succède à l’actrice australienne Nathalie Kelley pour interpréter le personnage de Crystal Flores dans la série télévisée dramatique Dynastie, diffusée par le réseau The CW aux États-Unis et sur la plateforme Netflix, en France,,.
Parallèlement, elle reste fidèle à son public mexicain en jouant le premier rôle féminin dans le soap dramatique Por amar sin ley.
En 2019, Dynastie est renouvelée pour une troisième saison. Bien que la série divise la critique elle rencontre tout de même son public et remporte le People's Choice Awards 2018 de la série revival de l'année. Mais finalement, pour raisons personnelles, Ana Brenda Contreras ne peut reprendre son rôle de Cristal Jennings. La production remplace alors l'actrice par Daniella Alonso à partir de cette troisième saison,,,.
La même année, elle fait ses débuts comme réalisatrice pour un court métrage familial, Wingbeat dans lequel elle s'octroie le premier rôle.

## Théâtre
- 2005 : Aladino
- 2006 : Vaselina
- 2010 : Timbiriche el Musical

## Filmographie

### Cinéma

#### Longs métrages
- 2008 : Divina confusión de Salvador Garcini : Bibi
- 2009 : Cabeza de Buda de Salvador Garcini : hôte 2
- 2014 : Volando Bajo de Beto Gomez : Mariana Arredondo
- 2017 : El que busca, encuentra de Pitipol Ybarra : Esperanza Medina
- 2022 : Un Noël pas si joyeux : Daniela

#### Court métrage
- 2009 : Sombra de Luna de Diego Rabell : Isabel
- 2019 : Wingbeat d'elle-même : La mère

### Télévision

#### Séries télévisées
- 2005 - 2006 : Barrera de amor : Juana Sánchez, dite Juanita (152 épisodes)
- 2006 :  Duelo de pasiones : Sonia (4 épisodes)
- 2008 - 2009 : Juro que te amo : Violeta Madrigal Campero (140 épisodes)
- 2009 :  Sortilegio (Televisa) : Maura Albarrán (Antagoniste Principal)
- 2009 : Mujeres asesinas : Marcelita Garrido (saison 2, épisode 2)
- 2009 : Tiempo final : Valentina (saison 3, épisode 6)
- 2010 - 2011 : Teresa : Aurora Alcázar Coronel (146 épisodes)
- 2011 - 2012 : La que no podía amar : Ana Paula Carmona (166 épisodes)
- 2013 : Corazón indomable : María Alejandra Mendoza, dite Maricruz (162 épisodes)
- 2015 : Lo imperdonable : Verónica Prado-Casteló (118 épisodes)
- 2016 - 2017 : Blue Demon : Goyita Vera (65 épisodes)
- 2018 - 2019 : Por amar sin ley : Alejandra Ponce Ortega (129 épisodes)
- 2018 - 2019 : Dynastie : Cristal Jennings (saison 2, 22 épisodes)

## Distinctions
Sauf indication contraire ou complémentaire, les informations mentionnées dans cette section proviennent de la base de données IMDb.

### Nominations
- Mexican Cinema Journalists 2018 : Silver Goddess de la meilleure actrice pour El que busca, encuentra